# Vukan Savićević
Vukan Savićević (cyr. Вукан Савићевић, ur. 29 stycznia 1994 w Belgradzie) – czarnogórski i serbski piłkarz grający na pozycji środkowego pomocnika, reprezentant Czarnogóry, od 2024 zawodnik FK Vojvodina.
Jest wychowankiem Crvenej zvezdy, w której zadebiutował jako 18-latek. Rozegrał w niej 51 spotkań zdobywając 6 bramek i 2 asysty. W sezonie 2013/2014 zdobył z klubem z Belgradu mistrzostwo Serbii. Następnie przez ponad trzy lata grał na Słowacji w zespole Slovanu Bratysława. Wystąpił w 110 meczach, w których zdobył 12 goli i 9 asyst. Grał w juniorskich reprezentacjach Serbii i Czarnogóry, ostatecznie zdecydował się na grę w seniorskiej reprezentacji Czarnogóry, w której zadebiutował w 2017. 31 stycznia 2019 podpisał 2,5-letni kontrakt z Wisłą Kraków.

## Sukcesy

### Klubowe

#### FK Crvena zvezda
- Mistrz Serbii (2): 2013/2014, 2015/2016

#### Slovan Bratysława
- Wicemistrz Słowacji (3): 2015/2016, 2016/2017, 2017/2018
- Zdobywca Pucharu Słowacji (2): 2016/2017, 2017/2018
- Finalista Pucharu Słowacji (1): 2015/2016

### Reprezentacyjne

#### Serbia U-19
- Mistrz Europy do lat 19. (1): 2013